# Alexander Stewart (arcivescovo)
Alexander Stewart (1493 – Northumberland, 9 settembre 1513) è stato un nobile e arcivescovo cattolico scozzese.
Era figlio illegittimo di re Giacomo IV di Scozia, quindi fratellastro maggiore del futuro Giacomo V.

## Vita

### Famiglia
Sua madre era Marion Boyd, amante di Giacomo IV e nipote di Archibald Douglas, V conte di Angus, uno dei nobili scozzesi più influenti dell'epoca. Douglas, Lord cancelliere di Scozia tra il 1493 e il 1498, incoraggiò la relazione tra sua nipote e il giovane re per consolidare la posizione della sua famiglia.
Da Marion Giacomo ebbe due figli che raggiunsero l'età adulta: un maschio, Alexander, e una femmina, Catherine.

### Carriera ecclesiastica
Fin da giovane Alexander fu destinato alla vita religiosa: all'età di quattro anni suo padre ricevette da papa Giulio II la dispensa dall'illegittimità, che gli consentiva così di unirsi alla Chiesa.
Nel settembre 1502 era già arcidiacono, e quando suo zio Giacomo di Ross morì nel 1504, suo padre lo nominò nuovo arcivescovo di St. Andrews. Alexander, appena undicenne, era ancora minorenne, e il re, ripetendo il procedimento fatto con Giacomo di Ross, cominciò ad incamerare le entrate dell'arcidiocesi (al tempo in Scozia la maggiore età si raggiungeva solo a 27 anni, e se una carica era detenuta da un minorenne le entrate andavano alla Corona).

### Istruzione

#### Scozia
Alexander, in qualità di figlio del re, ricevette una superba educazione. Suoi precettori furono James Watson, decano della facoltà di arte a St Andrews, e poi Patrick Paniter, segretario di Giacomo IV. Durante l'infanzia, probabilmente a causa delle inadatte condizioni di studio, Alexander sviluppò una fortissima miopia.

#### Europa e rapporti con Erasmo da Rotterdam
Nel 1507 Alexander Stewart fu inviato in Francia per continuare i suoi studi. Fece poi lunghi viaggi nei Paesi Bassi e in Italia, accasandosi all'università di Padova. Qui studiò retorica e greco, divenendo allievo di Erasmo da Rotterdam. L'umanista rimase favorevolmente impressionato dal giovane scozzese, apprezzandone soprattutto le abilità musicali (da lui testimoniate durante un viaggio a Siena).

### Ritorno in Scozia e morte
Alexander tornò in Scozia nel 1510, ed appena diciassettenne divenne Lord cancelliere, carica rimasta vacante dalla morte dello zio Giacomo di Ross. L'anno successivo co-fondò il St Leonard's College a St. Andrews, la cui cappella è ancora in piedi (meno la sua torre originale); a St. Andrews inoltre sopravvive un portale col suo stemma sopra l'arco.
Fedelissimo di suo padre, nel 1513 lo accompagnò alla battaglia di Flodden Field, nel Northumberland. La battaglia fu un disastro per gli scozzesi, e sia il re che suo figlio Alexander rimasero uccisi negli scontri assieme a gran parte dell'esercito e dei nobili che lo guidavano.
Il maestro Erasmo da Rotterdam, saputo della sua tragica morte, ne rimase molto addolorato, e scrisse per Alexander un commovente elogio funebre.

## Ascendenza
|                                     |   |                                 | Genitori                       |  |  | Nonni |  |  | Bisnonni             |  |  | Trisnonni           |  |
|                                     |   |                                 |                                |  |  |       |  |  | Giacomo II di Scozia |  |  | Giacomo I di Scozia |  |
|                                     |   |                                 |                                |  |  |       |  |  | Giacomo II di Scozia |  |  | Giacomo I di Scozia |  |
|                                     |   | Giovanna Beaufort               |                                |  |  |       |  |  | Giacomo II di Scozia |  |  |                     |  |
| Giacomo III di Scozia               |   |                                 |                                |  |  |       |  |  | Giacomo II di Scozia |  |  |                     |  |
|                                     |   | Maria di Gheldria               | Arnoldo di Egmond              |  |  |       |  |  |                      |  |  |                     |  |
|                                     |   | Maria di Gheldria               | Arnoldo di Egmond              |  |  |       |  |  |                      |  |  |                     |  |
|                                     |   | Maria di Gheldria               | Caterina di Kleve              |  |  |       |  |  |                      |  |  |                     |  |
| Giacomo IV di Scozia                |   | Maria di Gheldria               |                                |  |  |       |  |  |                      |  |  |                     |  |
|                                     |   | Cristiano I di Danimarca        | Dietrich di Oldenburg          |  |  |       |  |  |                      |  |  |                     |  |
|                                     |   | Cristiano I di Danimarca        | Dietrich di Oldenburg          |  |  |       |  |  |                      |  |  |                     |  |
|                                     |   | Cristiano I di Danimarca        | Helvig di Schauenburg          |  |  |       |  |  |                      |  |  |                     |  |
| Margherita di Danimarca (1456-1486) |   | Cristiano I di Danimarca        |                                |  |  |       |  |  |                      |  |  |                     |  |
|                                     |   | Dorotea di Brandeburgo-Kulmbach | Giovanni l'Alchimista          |  |  |       |  |  |                      |  |  |                     |  |
|                                     |   | Dorotea di Brandeburgo-Kulmbach | Giovanni l'Alchimista          |  |  |       |  |  |                      |  |  |                     |  |
|                                     |   | Dorotea di Brandeburgo-Kulmbach | Barbara di Sassonia-Wittenberg |  |  |       |  |  |                      |  |  |                     |  |
| Alexander Stewart                   |   | Dorotea di Brandeburgo-Kulmbach |                                |  |  |       |  |  |                      |  |  |                     |  |
|                                     | … | …                               |                                |  |  |       |  |  |                      |  |  |                     |  |
|                                     | … | …                               |                                |  |  |       |  |  |                      |  |  |                     |  |
|                                     | … | …                               |                                |  |  |       |  |  |                      |  |  |                     |  |
| Archibald Boyd                      | … |                                 |                                |  |  |       |  |  |                      |  |  |                     |  |
|                                     |   | …                               | …                              |  |  |       |  |  |                      |  |  |                     |  |
|                                     |   | …                               | …                              |  |  |       |  |  |                      |  |  |                     |  |
|                                     |   | …                               | …                              |  |  |       |  |  |                      |  |  |                     |  |
| Marion Boyd                         |   | …                               |                                |  |  |       |  |  |                      |  |  |                     |  |
|                                     |   | …                               | …                              |  |  |       |  |  |                      |  |  |                     |  |
|                                     |   | …                               | …                              |  |  |       |  |  |                      |  |  |                     |  |
|                                     |   | …                               | …                              |  |  |       |  |  |                      |  |  |                     |  |
| …                                   |   | …                               |                                |  |  |       |  |  |                      |  |  |                     |  |
|                                     |   | …                               | …                              |  |  |       |  |  |                      |  |  |                     |  |
|                                     |   | …                               | …                              |  |  |       |  |  |                      |  |  |                     |  |
|                                     |   | …                               | …                              |  |  |       |  |  |                      |  |  |                     |  |
|                                     |   | …                               |                                |  |  |       |  |  |                      |  |  |                     |  |